# 蓬梅尔韦
蓬梅尔韦（法語：Pont-Melvez，法語發音：[pɔ̃ mɛlve]）是法国阿摩尔滨海省的一个市镇，位于该省西部，属于甘冈区和甘冈城市圈。

## 地理
蓬梅尔韦（48°27'37"N, 3°18'22"W）面积22.98 平方千米，位于法国布列塔尼大區阿摩尔滨海省，该省份为法国西北部沿海省份，位于布列塔尼半岛北部，北濒大西洋英吉利海峡，西接菲尼斯泰尔省，南至莫尔比昂省，东临伊勒-维莱讷省。
与蓬梅尔韦接壤的市镇（或旧市镇、城区）包括：布尔布里亚克、比拉特佩斯蒂维安、居吕尼埃勒、梅勒佩斯蒂维安、普卢贡韦尔。
蓬梅尔韦的时区为UTC+01:00、UTC+02:00（夏令时）。

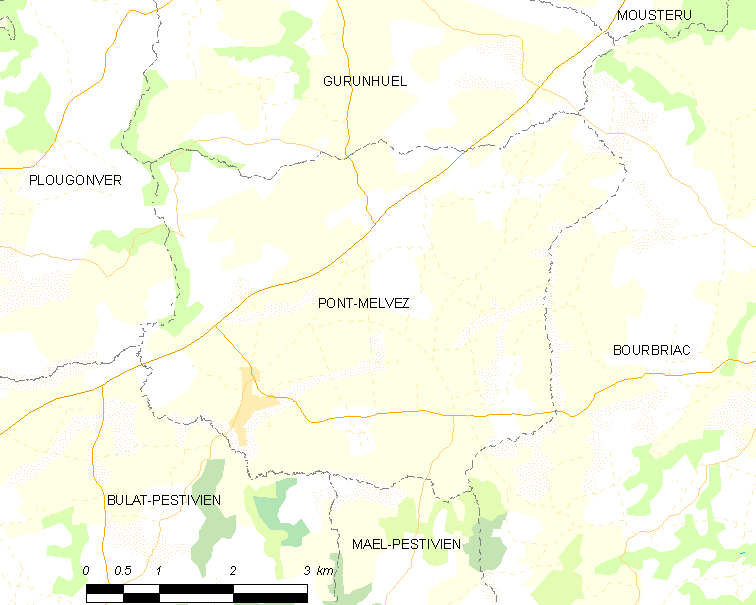
蓬梅尔韦的OSM定位图

## 行政
蓬梅尔韦的邮政编码为22390，INSEE市镇编码为22249。

## 政治
蓬梅尔韦所属的省级选区为卡拉克县。

## 人口

1962-2008年间蓬梅尔韦人口变化图示

蓬梅尔韦于2022年1月1日时的人口数量为600人。